# LyX
LYX (LyX em texto claro) é um editor de documentos seguindo o paradigma WYSIWYM ("what you see is what you mean" em inglês, ou "o que se vê é o que se quer dizer"), que se opõe às ideias WYSIWYG ("what you see is what you get" em inglês, ou "o que se vê é o que se tem") usadas por editores de textos.
Isso significa que o usuário tem apenas de preocupar-se com a estrutura e com o conteúdo do texto, enquanto a formatação é feita pelo LATEX, um avançado sistema de editoração. LyX é projetado para autores que desejam um resultado profissional com um mínimo de esforço e sem a necessidade de se tornarem especialistas em editoração.
O trabalho de editoração é feito principalmente pelo computador, seguindo um conjunto de regras pré-definidas chamadas 'estilo', e não pelo autor. Conhecimento específico do sistema de processamento de documentos LATEX não é necessário, no entanto pode melhorar a edição com o Lyx significativamente para propósitos específicos.
Embora o Lyx seja popular entre autores técnicos e cientistas, devido aos seus avançados modos matemáticos, ele está cada vez mais sendo usado por cientistas sociais e outros por sua excelente integração com bases de dados bibliográficas e gerenciamento de múltiplos arquivos e funcionalidades para organização. O LyX pode lidar com documentos variando de livros, notas, cartas até artigos em jornais científicos. Ele também suporta línguas da direita para a esquerda como Hebreu e Árabe. Uma versão separada para Chinês, Japonês e Coreano também está disponível.
O processador de documentos LyX está disponível para vários sistemas operacionais como diferentes tipos de Unix, Mac OS X, OS/2, Windows/Cygwin e Linux. Uma versão oficial para Windows que não precisa de Cygwin/X também existe. O LyX é um programa de código aberto que pode ser livremente redistribuído e/ou modificado sob os termos da Licença Pública GNU conforme publicado pela Fundação de Software Livres.